# Проклятые земли
Про́клятые земли (англ. Evil Islands: Curse of the Lost Soul) — третья игра во вселенной «Аллоды».
В отличие от предыдущих игр использует полностью трёхмерный движок.
Выпуск версии на русском языке состоялся 26 октября 2000 года. Английская версия вышла в феврале 2001 года. Разработчиком является компания Nival Interactive, издателем выступила компания 1C. В январе 2006 года вышло продолжение Проклятые земли: Затерянные в Астрале от Matilda Entertainment.

## Разработка
Изначально игра должна была называться Аллоды 3: Возрождение, но в процессе разработки сильно изменила свою концепцию. В 2000 году название в силу отсутствия прав на торговую марку Аллоды, принадлежавшую на тот момент компании Бука, сменили на Проклятые Земли. Геймплей из Action role-playing game сменился на stealth RPG. В дальнейшем права на торговую марку были в 2004 году приобретены компанией Nival обратно.
Мир игры является частью игровой вселенной Аллодов.
По сути, сюжет предыдущих игр — Аллоды: Печать Тайны и Аллоды II: Повелитель душ — никак не связан с данной игрой. В силу нюансов, связанных с правообладанием, не упоминается даже слово «аллоды», а только империи Хадаган (Кадаган) и Кания, известные игроку по двум первым играм. Английский вариант переводится как «Злые острова: Проклятие Потерянной Души».

## Геймплей

Меню игры

Большая часть игры проходится в stealth-режиме, то есть игроку требуется незаметно перемещаться среди врагов. По мере прохождения стиль игры может меняться в зависимости от прокачанных талантов, но для уничтожения наиболее сильных врагов тактика всегда будет оставаться прежней (незаметное перемещение за спину и нанесение удара).
В начале у игрока под управлением есть только один персонаж — Зак (или, как его называют аборигены Гипата — Избранный). По ходу игры он может нанимать и увольнять напарников. Одновременно в группе может быть не более трёх героев, причём присутствие самого Зака обязательно. Опыт за убийство монстров, врагов и выполнение заданий распределяется между героями пропорционально их опыту и характеристикам. При продвижении по сюжету в моменты перемещения между островами напарники покидают группу Зака, произнося трогательные и грустные речи. Из-за этого игроки обнаружили неофициальный комплекс скриптов, позволяющий переносить напарников с острова на остров.
Помимо обычных врагов, в игре есть практически «неубиваемые» противники, вступать в бой с которыми равносильно самоубийству.
Квесты (задания) можно получить как в городах, при разговоре с NPC, так и на игровых зонах. Помимо обязательных заданий, необходимых для продвижения по игре, есть дополнительные, дающие золото и опыт.
В распоряжении игрока есть «безразмерный обоз», куда помещаются все полученные либо найденные предметы. На игровой карте невозможно распределять опыт, надевать экипировку и магию. Это возможно только в городах и лагерях.
В городах игрок может получать задания, продавать и покупать предметы и магию, использовать очки опыта, ремонтировать снаряжение.
Лагерь — переходное место между областями островов, где игрок без захода в город может обменяться предметами с напарниками, переодеться, выбрать оружие, предметы, магию, которые можно использовать в игровой зоне. В лагере невозможно что-либо купить, продать или починить.

## Острова
События разворачиваются в затерянном астральном мире, который после Великого Катаклизма разделён на отдельные острова. Каждый остров удерживается Великим Магом. В игре «Проклятые земли» действие происходит на трёх островах: Гипате, Ингосе и Суслангере. Вместе с путешествием по трём климатическим островам игрок пройдёт и эволюционный этап — от оружия дикарей до металлических приспособлений, и даже метеоритного железа, а затем и до древней алмазной экипировки.
Гипа́т — остров, заполненный болотами и лесами, великолепное место для проживания нежити, волков, жаб. Основное население — орки и гоблины, а в отдалённых районах — нежить. Также имеется местное население из аборигенов-людей. На Гипате есть единственный иерархически правильный посёлок, представляющий собой некое подобие столицы острова, в котором есть свой «губернатор» — староста Эрфа́р (получивший у местных прозвище Краснобай), воевода Горт (по прозвищу Костолом) и мастер Ба́бур (прозванный Скрягой). Посёлок людей очень мал и постоянно находится под угрозой гибели, но держится, в основном за счёт Горта и его дружины. На острове почти нет металла (можно только случайно его найти), однако, здесь ещё остались в ходу золотые деньги, а в древнем тоннеле есть големы из стали, созданные древней цивилизацией Джунов. Люди используют оружие, состоящее преимущественно из камня и кости, кожаные и меховые доспехи. По всему острову встречаются руины поселений канийцев и Джунов. Некоторые из этих руин заполонила нежить, некоторые — орки или ящеры.
Ингос — остров, покрытый снегом. Стиль одежды жителей и архитектурных построек напоминает средневековую Европу. Остров представляет собой предгорья и долины, которые содержат в себе скудную растительность в виде околков и единичных деревьев. Всё кругом покрыто снегом, о чём повествует Зак, попав на этот остров впервые.
Политически Ингос — отдалённая провинция Канийской империи. Слово «провинция» говорит само за себя — большинство построек сельского типа, а основная масса населения нашла работу лесорубов, охотников, шахтёров. Кроме деревень в провинции есть и крепость — город Ингос. Ей правит губернатор Вальрасиан — человек, любящий изысканные и дорогие вещи.
Второй после губернатора человек на Ингосе — торговец Карансул, который имеет власть за счет денег, собственных людей и земель. Он обманывает губернатора и проводит различные махинации.
На Ингосе, в отличие от Гипата, люди используют металл, за счёт чего канийские оружие и доспехи превосходят гипатские. Кроме металлических имеется и одежда из ткани, легкие доспехи из шкуры, а также охотничьи кожаные доспехи.
На Ингосе существует своя армия, в которой служат воины, облачённые в бронзовые, железные, стальные и даже мифрильные доспехи. Помимо призывников, есть на Ингосе и наёмники.
Самые распространённые обитатели Ингоса — тролли, снежные тигры и единороги. В подземельях — летучие мыши, крысы.
Есть также и другие существа — это лесовики (аналог леших) и червелицые — разумные существа, владеющие магией.
Сусланге́р — остров вечной жары, знойная пустыня. Задворки империи Хадаган (Кадаган), где «Каждый хадаганец одновременно господин для тех, кто ниже его по рангу, и раб тех, кто выше. Даже самые высокопоставленные граждане Хадагана — рабы Императора Незеба». Есть несколько поселений, где власть де-факто принадлежит некромантам.
Суслангер — эти места буквально кишат порождениями зловещей магии. Под слоем песка находятся длинные цепочки подземелий.
Суслангер — наиболее развитый остров, на котором побывает игрок. Здесь войска ходят в мифрильных, адамантиновых и метеоритных доспехах, а магам известны самые разрушительные заклинания.

## Сюжет

### Гипат
Молодой человек очнулся в развалинах на заброшенном острове. Юноша не помнит, кто он такой и откуда явился. При себе у него есть только бронзовый ритуальный нож. Он бродит по острову и обнаруживает Посёлок — единственный оплот хоть сколько-нибудь цивилизованного мира, вернее, потомков некогда обитавшего на острове гарнизона канийской крепости. Согласно древнему верованию, Зака принимают за Избранного, который должен положить конец варварству гоблинов, ворующих свиней, и помочь посельчанам укрепиться.
Зак находит себе друзей среди жителей Гипата, выполняет задания старосты и прочих жителей с единственной для себя целью — узнать, кто он. Вскоре он начал замечать, что кто-то в Посёлке злоумышляет против него. Под подозрение попадают мастер Бабур, воевода Горт и сам староста Эрфар. Одолев немало засад, Зак обнаруживает доказательства предательства со стороны воеводы. Последний, по предъявлению доказательств, скрывается из Посёлка. Однако Зак нагоняет его и убивает. Новоизбранный воевода присягнул на верность Заку. Вскоре Зак снова попадает в засаду, после чего с помощью знахарки Эстеры придумывает план для изобличения предателя, коим и оказался староста Эрфар. Новый воевода Ривар берёт старосту под стражу.
Параллельно Зак ищет своё прошлое, которое ему не смогла открыть знахарка. Он отправляется в поселения орков за летописями и магическим шаром. В шаре они со знахаркой увидели старика с красной кожей. Узнав из летописей, что шар из Мёртвого Города, и догадавшись, что старик — это хозяин шара, знахарка рассказала Заку, как пройти туда. В городе, однако, вместо мага, Зак встречает Старого Дракона. Тот, чтя традиции, дал ему задание, за выполнение которого дракон ответит на любой вопрос. Однако по возвращении Зака дракон не смог ответить на вопрос, кто такой Зак и откуда. Сошлись они на том, что дракон указал на бывший лагерь неизвестных, что пришли с других земель. Отправившись туда, Зак нашёл записку, которую смог перевести Эрфар. Вскоре Эрфар умудряется сбежать из-под стражи.
Эстера тем временем встретила странного на вид человека, со «стекляшками на глазах». Тот сказал, что он был членом экспедиции империи Хадаган, которая стремилась «умножить знания о мире». Он также указал место, где расположен новый лагерь экспедиции. Зак отправляется туда, но солдаты, облачённые в стальной доспех схватили его. При разговоре с начальником экспедиции выяснилось, что искали они метеорит, упавший на эти земли. (Примечательно, что Эрфар упоминал о «странном обломке скалы» синего цвета). Там же находился ящер-отшельник, согласившийся выпустить Зака в обмен на помощь. Выполнив просьбу Отшельника, Зак получает информацию о Великом Маге острова. Сопоставив информацию о туннеле, в котором побывал Отшельник, и письмо на хадаганском языке, переведённое Эрфаром, Зак обнаруживает туннель, проходит его и встречается с Великим Магом по имени Тка-Рик..
Тка-Рика абсолютно не интересует судьба Гипата, он только озабочен поисками юноши и девушки — потомков расы Джунов, к которой сам принадлежит. Джуны некогда были развитой расой, однако их цивилизация погибла (или пришла в сильный упадок). Тка-Рик — Великий Маг, поэтому он не может покинуть свой Остров. Зак, чтобы вспомнить, кто он такой, вызывается помочь. Тка-Рик телепортирует его на другой остров, где по его предположениям, находится девушка из расы Джунов.

### Ингос
Далее Зак переносится на Ингос — остров, где бо́льшую часть года лежит снег. Придя в город, он узнает, что девушка, которую он ищет, пропала. Проведя собственное расследование и разоблачив предателя — коварную магессу Диэру, вошедшую к губернатору в доверие, он находит краснокожую девушку расы джунов, скрывающуюся в пещерах червелицых — страшных существ, парящих над землёй. Он влюбляется в неё и по её просьбе отправляется на Суслангер, где должен находиться её возлюбленный.

### Суслангер
В поисках юноши он отправляется на Суслангер. На Суслангере Зака берут в плен, но он убегает и знакомится с членами Братства, которые ведут тайную борьбу за независимость. Зак узнаёт, что этот Джун изменил облик и телепортировался на другой аллод. Вернувшись к Тка-Рику, он выясняет, что тот юноша и есть он сам. Он навлёк на себя сильные чары и превратился в белого человека, чтобы сбежать от Проклятия. Тка-Рик снимает чары, и они идут на последнюю битву с Проклятием. Юноша надевает лучшие алмазные доспехи.

## Ролевая система

Заклинания и навыки.

В игре отсутствуют классы и уровни. Каждый игрок может сделать упор на одну из трёх характеристик: Силу, Ловкость, Разум. Игрок выбирает направление развития персонажа, распределяя очки опыта по категориям. Опыт даётся за убийство монстров, но основная часть — за выполнение квестов.
- Для воина основные категории: Ближний бой, Меч, Кинжал, Копьё, Дубины, Топор, Здоровье, Регенерация, Удар со спины, Сила.
- Для стрелков: Стрельба, Лук, Арбалет, Ловкость.
- Для мага: Магия стихий, Магия чувств, Магия астрала, Магия огня, Магия молний, Магия кислот, Выносливость, Восстановление, Разум.

Стоит заметить, что пройти игру чистым классом гораздо сложнее, чем смешанным. У каждого персонажа есть параметр нагрузка, показывающий, сколько на него может быть надето доспехов, оружия и заклинаний. Каждая вещь имеет свой вес.
Каждое оружие имеет свой тип урона: Колющий, Рубящий, и Дробящий. Каждый доспех/материал имеет определённый коэффициент защиты от каждого типа оружия или магии, который в отдельности или в сумме (если отдельно взятую часть тела закрывает больше одной надетой вещи) напрямую снижают повреждения. К примеру, все металлические доспехи имеют хорошую защиту перед оружием, но очень уязвимы для заклинаний школы молнии. Большая сумма коэффициентов брони у врагов, даже без повышенных устойчивостей, может доходить до того, что получится полный иммунитет. Например: ящер имеет коэффициент повышенной устойчивости к дробящему типу урона, но всё-таки может быть убит таким оружием, а циклоп, не имея её, за счёт большой изначальной брони не может быть убит на первом острове и может быть убит всего лишь несколькими видами оружия на третьем.
Магическая система имеет большое количество заклинаний, которые относятся к трём типам — Школа стихий, Школа астрала и Школа чувств.
- Школа стихий объединяет все заклинания, наносящие прямой урон. Делится на Магию огня, Магию молний, Магию кислот.
- Школа чувств изменяет некоторые чувства персонажа.
- Школа астрала имеет разнотипные заклинания.
- Руны способны менять начальные характеристики заклинания. Самые сильные руны невозможно купить, их можно только найти на игровой зоне. В каждое заклинание можно вложить до 8 рун[17]. Список рун:
  - Дальнее действие, Сверхдальнее действие,
  - Дополнительная цель, Дополнительные цели,
  - Расширенная область действия, Максимальная область действия,
  - Усиление, Максимальное усиление,
  - Долговременное действие, Сверхдолгое действие,
  - Малый расход запаса сил, Минимальный расход запаса сил,
  - Разовое действие, Постоянное действие,
  - Восстановление энергии предмета, Быстрое восстановление энергии предмета (только в сетевой)
  - Малый расход энергии предмета, Минимальный расход энергии предмета (только в сетевой)
  - Выбрать врагов, Выбрать друзей
  - Выбрать гоблинов, Выбрать орков, Выбрать ящеров, Выбрать людей (в сетевой отключены)

## Конструкторы

Конструктор предметов.

В отличие от первых двух игр серии, в «Проклятых землях» присутствует система конструкторов предметов и магии. Мех тигра, шкура тролля, кости драконов и другие трофеи могут послужить материалом для оружия или доспехов. С помощью конструктора бронзовый меч можно легко превратить в стальной, начинённый заклинанием, а мифрильные сапоги в метеоритные. С помощью конструктора магии из простой огненной стрелы можно получить заклинание, наносящее больший урон сразу нескольким целям. Заклинание также можно вложить в оружие и доспехи, для этого потребуются специальные руны Пр и Пп.
Для сборки в конструкторе предметов и магии можно использовать не только свои материалы и чертежи, но и также те, что находятся у продавца. Когда вы определитесь с составом, будут показаны его итоговые характеристики и цена. Разбор предмета или заклинания также стоит денег.
Конструкторы находятся в Магазине.

### Конструктор вещей
Конструктор вещей позволяет собирать и разбирать найденные вами или купленные вещи. Можно заменять их элементы, а также вкладывать заклинания. Кроме обычных трофеев, в игровой зоне можно найти предметы, которые можно разобрать, а также чертежи. Разбирать возможно только человеческое оружие. Разборка и сборка требуют некоторых денег, как правило, чем лучше вещь — тем дороже. Примечательно, что чем больше поломан предмет, тем дешевле обойдётся разборка, а почти сломанный предмет выйдет даже в небольшую прибавку. Когда состав предмета будет готов, можно определиться с заклинанием, которое в него будет вложено. При этом заклинание обязательно должно обладать одной из двух рун — вызывание заклинания при ударе (Пр) или непрерывная работа (Пп), пока не закончится запас магический энергии (со временем он восстанавливается).

### Конструктор магии
Для того, чтобы изготовить заклинание, надо иметь его основу и руны. Основа заклинания (аналог чертежа) определяет его действие и базовые параметры. С помощью рун можно менять начальные характеристики — время действия, сила, дальность, количество целей, их тип и т. д. Каждое заклинание имеет степень сложности, и чем она больше, тем мощнее заклинание. Однако чтобы использовать собранное заклинание, вы должны иметь навык в школе магии, к которому оно относится. Для предмета это определяется его сложностью. Увеличить силу уже собранного заклинания нельзя, для этого вам придётся заново разобрать и собрать его.

### Жезл-батарейка
«Батарейка» — неофициальное название, принятое среди игроков. Батарейка — жезл, собранный игроком, в который помещено заклинание лечения с руной «Пп» (постоянное действие предмета). При повреждениях игрок автоматически «лечится» (то есть восполняется запас жизни игрового персонажа). Для полного эффекта игроку обязательно потребуется заклинание регенерация, поскольку вылечить сломанную конечность нельзя, её можно только срегенерировать.

## Особенности
- Игра обладала для своего времени очень качественной графикой. И была одной из первых российских игр, использующих 3D-интерфейс.
- Разработана сетевая игра через Интернет с возможностью выпуска модификаций.
- По сравнению с первыми частями Аллодов сюжет стал менее линейным.

### Сетевая игра
Для сетевой игры необходимо подключение к сети или к интернету. После выхода основной версии энтузиастами были разработаны различные «моды» игры с новыми миссиями и устранением ошибок. Введены новые виды материалов (например, изумруд, который стоит дороже алмаза) и новые заклинания (к примеру, астральный разрыв).
Сетевая игра позволяет игрокам общаться между собой и объединяться в кланы.
В сетевой игре нет неубиваемых монстров. Игрок с получением опыта развивается и может на определённом уровне победить сильного монстра.
В каждой миссии количество игроков не может превышать шести, однако, хозяин игры может уменьшать число играющих и допускать кого-либо по паролю.
В сетевой игре магия и вещи приобретаются в одном магазине. Чтобы получить миссию, следует «поговорить» с главой населённого пункта или с Великим магом.

## Отзывы
| Сводный рейтинг       | Сводный рейтинг |
| Агрегатор             | Оценка          |
| --------------------- | --------------- |
| GameRankings          | 74,42 %         |
| Иноязычные издания    |                 |
| Издание               | Оценка          |
| GameSpot              | 7/10            |
| GameSpy               | 83/100          |
| IGN                   | 8,9/10          |
| PC Gamer (US)         | 79/100          |
| Русскоязычные издания |                 |
| Издание               | Оценка          |
| Absolute Games        | 90/100          |
| Game.EXE              | 5/5             |

## Выпуск
Игра выпущена на 2 CD, но существует и подарочная версия на 4 CD, включающая в себя игры Аллоды: Печать Тайны и Аллоды II: Повелитель душ.
Также в польской коллекционной версии музыка из игры была записана на отдельный диск в высоком качестве.